# Покољ код Питерлоа
Покољ код Питерлоа је догађај у историји Уједињеног Краљевства, у периоду познатом као Регентски период, када је владина војска оружјем растерала демонстранте и при том убила петнаесторо људи.

## Покољ
Године 1818. демократски покрет у земљи први пут је добио масовни карактер. Парламент је био засут петицијама да се изврши реформа изборног закона, да се укине закон о царини на жито и закон којим су били забрањени раднички савези. 16. августа одржан је митинг на Питерфилду близу Манчестера. Председничко место заузео је један од најпопуларнијих народних говорника, Хенри Хент. Војска је оружјем растерала митинг. Том приликом погинуло је петнаест људи, а међу њима и четири жене и један дечак. Рањених је било више од четири стотине. Да би дефинитивно угушила народни покрет, влада је донела шест ванредних закона који су добили назив „акта о зачепљивању уста“, јер је њима била укинута слобода говора, збора и штампе.
Покољ на Питерфилду савременици су са иронијом назвали поразом код Питерлоа по аналогији са битком код Ватерлоа. Он је изазвао велику узрујаност у демократским круговима енглеског становништва.